# Arta (stad)
Arta (grekiska: Άρτα) är en stad i regionen Epirus i  Grekland, med en rik historia som sträcker sig tillbaka till antiken. Staden har omkring 24 000 invånare och är känd för sina historiska sevärdheter, inklusive den berömda stenbron över floden Arachthos.
Arta är huvudort i kommunen samt regiondelen med samma namn.

## Näringsliv och kommunikationer
Arta är centrum för ett jordbruksdistrikt norr om Artabukten. Vid buktens smala mynning ligger hamnstaden Preveza, varifrån väg och järnväg går genom Arta och vidare till Aten.

## Historia
Antikens Ambrakia var en korinthisk koloni. Staden spelade under en kortare tid en större roll i den grekiska historien, då kung Pyrrhos av Epiros gjorde den till sin huvudstad. Senare flyttade de flesta invånarna till den närbelägna staden Nikopolis, som grundades av den romerske kejsaren Augustus och i sin tur övergavs under medeltiden.